# 坂口三千代
坂口 三千代（さかぐち みちよ、1923年〈大正12年〉2月7日 - 1994年〈平成6年〉11月2日）は、日本の随筆家。「無頼派」として知られる小説家・坂口安吾の妻。旧姓は梶。長男は写真家の坂口綱男。

## 来歴・人物
1923年2月7日、千葉県銚子市に生まれる。千葉県立銚子高等女学校に通う。1943年、当時学生であった政治家の子息鈴木正人と結婚し、一女をもうける。のちに離婚した。実家は向島で料亭を営む。
1947年3月初め、24歳のとき新宿のバー「チトセ」で坂口安吾と出逢い、毎週水曜日に荏原郡矢口町字安方127番地（現・大田区東矢口）の坂口家に通う秘書となる。４月に三千代が盲腸炎から腹膜炎となり緊急入院。一か月間病院で安吾が付きっきりで看病し、退院後も坂口家で養生し続け、そのまま9月頃から結婚生活に入る。
同年10月5日、雑誌『愛と美』（『週刊朝日』25周年記念号）において、安吾が発表した短篇小説『青鬼の褌を洗う女』は、三千代をモデルにしたとされているが、作者の安吾自身は、「『青鬼の褌を洗う女』は、特別のモデルといふやうなものはない。書かれた事実を部分的に背負つてゐる数人の男女はゐるけれども、あの宿命を歩いてゐる女は、あの作品の上にだけしか実在しない」と語っている。
1953年8月6日、群馬県桐生市にて長男綱男を出産。同月24日に桐生市役所に綱男の出生届と一緒に夫婦の婚姻届を提出する。
1955年2月17日、夫・安吾が、取材旅行から帰って間もなく自宅で倒れ急死した。2月21日喪主として安吾の葬儀、なお葬儀委員長は尾崎士郎であった。同年、東京に転居し、中央区銀座5丁目で文壇バー「クラクラ」を開店、経営を開始する。店名の命名は作家獅子文六、店のコースターなどに描かれたキャラクターは漫画家横山泰三の手による。
1957年、『酒』誌編集長の佐々木久子の勧めで、『クラクラ日記』のもとになるエッセイをつづり始める。
1967年3月25日（44歳）にエッセイ『クラクラ日記』を文藝春秋から上梓、安吾との出逢いからその突然の死までの自らとの恋愛・結婚生活を描いた自伝的小説でもあった。同作は翌1968年1月31日から、東京放送により、当時の「水曜劇場」枠でテレビドラマ化される。全13話の同ドラマでは、三千代に相当する役を映画女優若尾文子が演じ、テレビ初出演作品ともなった。なお安吾に相当する小説家役は藤岡琢也だった。
1994年11月2日、東京で死去。享年71。葬儀での弔辞をヴィジュアリスト手塚眞が読んだ。三千代の没後、2冊の随筆集が出版され、ちくま文庫版の『クラクラ日記』も重版された。

## 刊行書誌
- 『クラクラ日記』、文藝春秋、1967年
  - 潮文庫、1973年
  - ちくま文庫、1989年 ISBN 4480023542
- 『安吾追想』、冬樹社、1981年
- 『追憶 坂口安吾』、筑摩書房、1995年 ISBN 4480813896
- 『ひとりという幸福』、メタローグ、1999年 ISBN 483983007X